# Красний Кордон (Бурабайський район)
Кра́сний Кордо́н (каз. Красный Кордон) — село у складі Бурабайського району Акмолинської області Казахстану. Входить до складу Урумкайського сільського округу.
Населення — 170 осіб (2021; 203 у 2009, 239 у 1999, 244 у 1989).
Національний склад станом на 1989 рік:
- росіяни — 45 %;
- казахи — 31 %.

У радянські часи село також називалось Урумкайський Лісхоз.